# ذيل الثعلب الأزرق
ذيل الثعلب الأزرق أو شعر الفأر  أو دُخْن حريري واسمه العلمي (باللاتينية: Setaria  glauca) و(بالإنجليزية: yellow bristlegrass) أو العشب الأهلب الأصفر نوع نباتي عشبي يتبع جنس ذيل الثعلب من الفصيلة النجيلية.